# Bahnstrecke Mas-des-Gardies–Les Mazes-le-Crès
| Bahnhof Le Crès, 1910. |                      | | |
| Streckennummer (SNCF): | 814 000              | | |
| Kursbuchstrecke (SNCF): | 52                   | | |
| Streckenlänge: | 62,8 km              | | |
| Spurweite: | 1435 mm (Normalspur) | | |
| Maximale Neigung: | 12 ‰                 | | |
| |                      | | |
| \| \| \| Bahnstrecke Saint-Germain-des-Fossés–Nîmes von Alès \| \| \| \| 683,9 \| Mas-des-Gardies \| 105 m \| \| \| \| Bahnstrecke Saint-Germain-des-Fossés–Nîmes nach Nîmes \| \| \| \| \| Gardon d’Alès (91 m) \| \| \| \| 686,1 \| Ribaute-les-Tavernes \| 107 m \| \| \| \| Gardon d’Anduze (130 m) \| \| \| \| 687,7 \| Cardet \| 111 m \| \| \| 690,7 \| Lézan \| 115 m \| \| \| \| \| \| \| \| \| Bahnstrecke Lézan–Saint-Jean-du-Gard (Train à vapeur des Cévennes) nach St-Jean-du-Gard \| \| \| \| \| \| \| \| \| 696,1 \| Canaules-Saint-Nazaire \| 108 m \| \| \| \| Bahnstrecke Le Vigan–Quissac von Le Vigan \| \| \| \| 704,7 42,8 \| Quissac \| 86 m \| \| \| \| Crieulon \| \| \| \| 709,7 \| Orthoux \| 68 m \| \| \| 713,5 \| Vic-le-Fesq \| 50 m \| \| \| 717,9 \| Fontanès-Lecques \| 41 m \| \| \| 721,3 \| Salinelles \| Salinelles \| \| \| \| Tunnel de Sommières (334 m) \| \| \| \| 725,0 \| Sommières \| 32 m \| \| \| \| \| \| \| \| \| Bahnstrecke Sommières–Saint-Césaire nach Saint-Césaire und Bahnstrecke Sommières–Gallargues nach Gallargues \| \| \| \| \| \| \| \| \| \| Vidourle (370 m) \| \| \| \| 727,8 \| Boisseron \| 28 m \| \| \| 731,4 \| Saint-Christol \| 62 m \| \| \| 736,4 \| St-Geniès-des-Mourges \| 43 m \| \| \| \| Département Hérault/Gard \| \| \| \| 740,9 \| Castries \| 52 m \| \| \| 743,4 \| Vendargues \| 44 m \| \| \| \| Gleisanschluss Industriegebiet \| \| \| \| \| Salaison \| \| \| \| \| Bahnstrecke Tarascon–Sète-Ville von Nîmes über Lunel \| \| \| \| 746,5 70,4 \| Les-Mazes-le-Crès \| 34 m \| \| \| \| Bahnstrecke Tarascon–Sète-Ville nach Montpellier \| \| |                      | | |
| |                      | Bahnstrecke Saint-Germain-des-Fossés–Nîmes von Alès                                                         | |
| ehemaliger Bahnhof | 683,9                | Mas-des-Gardies                                                                                             | 105 m |
| Abzweig geradeaus und nach links |                      | Bahnstrecke Saint-Germain-des-Fossés–Nîmes nach Nîmes                                                       | Bahnstrecke Saint-Germain-des-Fossés–Nîmes nach Nîmes                                                       |
| Brücke über Wasserlauf |                      | Gardon d’Alès (91 m)                                                                                        | Gardon d’Alès (91 m)                                                                                        |
| Betriebs-/Güterbahnhof Strecke ab hier außer Betrieb | 686,1                | Ribaute-les-Tavernes                                                                                        | 107 m |
| Brücke über Wasserlauf (Strecke außer Betrieb) |                      | Gardon d’Anduze (130 m)                                                                                     | Gardon d’Anduze (130 m)                                                                                     |
| Bahnhof (Strecke außer Betrieb) | 687,7                | Cardet | 111 m |
| Bahnhof (Strecke außer Betrieb) | 690,7                | Lézan | 115 m |
| |                      | | |
| Abzweig geradeaus und nach rechts (Strecke außer Betrieb) |                      | Bahnstrecke Lézan–Saint-Jean-du-Gard (Train à vapeur des Cévennes) nach St-Jean-du-Gard                     | Bahnstrecke Lézan–Saint-Jean-du-Gard (Train à vapeur des Cévennes) nach St-Jean-du-Gard                     |
| |                      | | |
| Bahnhof (Strecke außer Betrieb) | 696,1                | Canaules-Saint-Nazaire                                                                                      | 108 m |
| Abzweig geradeaus und von rechts (Strecke außer Betrieb) |                      | Bahnstrecke Le Vigan–Quissac von Le Vigan                                                                   | Bahnstrecke Le Vigan–Quissac von Le Vigan                                                                   |
| Bahnhof (Strecke außer Betrieb) | 704,7 42,8           | Quissac | 86 m |
| Brücke über Wasserlauf (Strecke außer Betrieb) |                      | Crieulon | Crieulon |
| Bahnhof (Strecke außer Betrieb) | 709,7                | Orthoux | 68 m |
| Bahnhof (Strecke außer Betrieb) | 713,5                | Vic-le-Fesq                                                                                                 | 50 m |
| Bahnhof (Strecke außer Betrieb) | 717,9                | Fontanès-Lecques                                                                                            | 41 m |
| Bahnhof (Strecke außer Betrieb) | 721,3                | Salinelles                                                                                                  | Salinelles                                                                                                  |
| Tunnel (Strecke außer Betrieb) |                      | Tunnel de Sommières (334 m)                                                                                 | Tunnel de Sommières (334 m)                                                                                 |
| Bahnhof (Strecke außer Betrieb) | 725,0                | Sommières                                                                                                   | 32 m |
| |                      | | |
| Abzweig geradeaus und nach links (Strecke außer Betrieb) |                      | Bahnstrecke Sommières–Saint-Césaire nach Saint-Césaire und Bahnstrecke Sommières–Gallargues nach Gallargues | Bahnstrecke Sommières–Saint-Césaire nach Saint-Césaire und Bahnstrecke Sommières–Gallargues nach Gallargues |
| |                      | | |
| Brücke über Wasserlauf (Strecke außer Betrieb) |                      | Vidourle (370 m)                                                                                            | Vidourle (370 m)                                                                                            |
| Bahnhof (Strecke außer Betrieb) | 727,8                | Boisseron                                                                                                   | 28 m |
| Bahnhof (Strecke außer Betrieb) | 731,4                | Saint-Christol                                                                                              | 62 m |
| Bahnhof (Strecke außer Betrieb) | 736,4                | St-Geniès-des-Mourges                                                                                       | 43 m |
| Grenze (Strecke außer Betrieb) |                      | Département Hérault/Gard                                                                                    | Département Hérault/Gard                                                                                    |
| Bahnhof (Strecke außer Betrieb) | 740,9                | Castries | 52 m |
| Betriebs-/Güterbahnhof Strecke bis hier außer Betrieb | 743,4                | Vendargues                                                                                                  | 44 m |
| Abzweig geradeaus und von rechts |                      | Gleisanschluss Industriegebiet                                                                              | Gleisanschluss Industriegebiet                                                                              |
| Brücke über Wasserlauf |                      | Salaison | Salaison |
| Abzweig geradeaus und von links |                      | Bahnstrecke Tarascon–Sète-Ville von Nîmes über Lunel                                                        | Bahnstrecke Tarascon–Sète-Ville von Nîmes über Lunel                                                        |
| ehemaliger Bahnhof | 746,5 70,4           | Les-Mazes-le-Crès                                                                                           | 34 m |
| |                      | Bahnstrecke Tarascon–Sète-Ville nach Montpellier                                                            | |

Die Bahnstrecke Mas-des-Gardies–Les Mazes-le-Crès ist eine größtenteils stillgelegte Bahnstrecke in Südfrankreich. Die 62,6 km lange, eingleisige Eisenbahnstrecke in den südfranzösischen Départements Hérault und Gard verbindet Mas des Gardies in der Gemeinde Vézénobres mit Les Mazes in der Gemeinde Saint-Aunès und Le Crès. Sie wurde 1875 eröffnet und in seinem zentralen Abschnitt Sommières–Lézan am 18. Dezember 1991 stillgelegt. Zeitweise wurde sie auch als Bahnstrecke Alès–Montpellier geführt.

## Geschichte

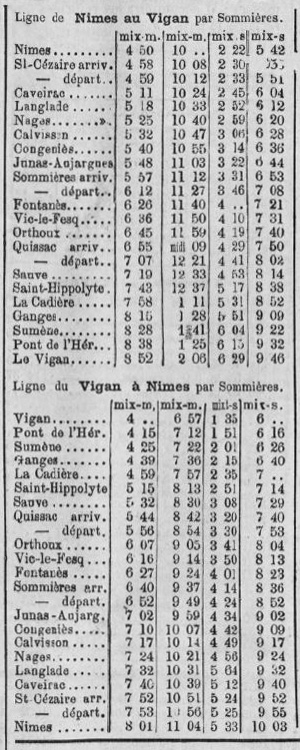
Winterfahrplan Nîmes-Le Vigan 1882

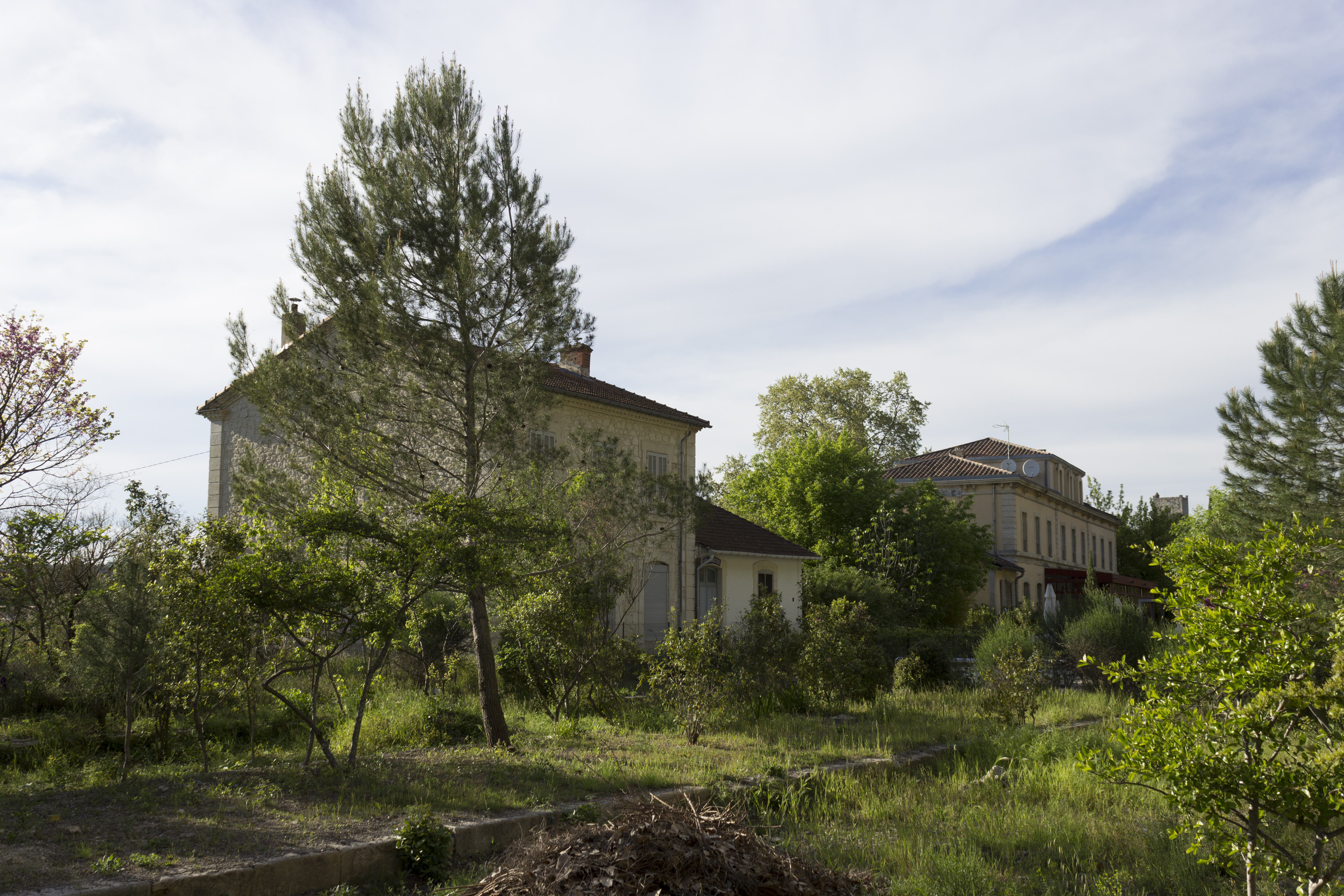
Bahnhof Sommières, 2016.

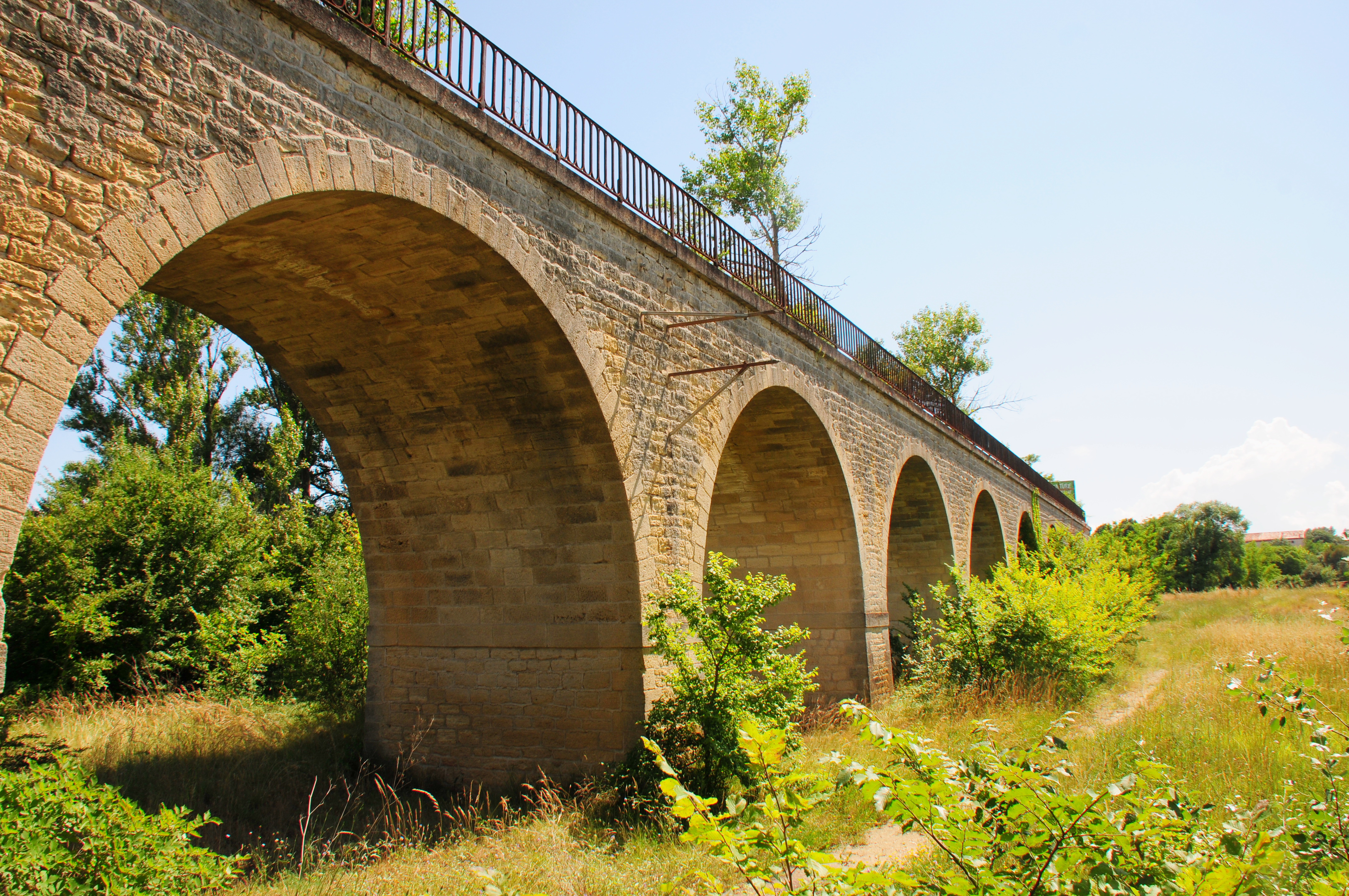
Eisenbahnbrücke im Südteil der Strecke bei Boisseron, 20151.

Dieser 20,3 km lange Streckenteil von Quissac nach Sommières gehörte ursprünglich zur Bahnstrecke Le Vigan–Quissac, die am 11. Juni 1863 von der Compagnie des chemins de fer de Paris à Lyon et à la Méditerranée (PLM) eröffnet wurde. Am 11. Juli 1881 kam die nördliche Verlängerung an die Bahnstrecke Saint-Germain-des-Fossés–Nîmes hinzu, sodass die Streckenlänge nun 41,1 km betrug. Schon im Folgejahr wurde der Lückenschluss nach Süden zur Bahnstrecke Tarascon–Sète-Ville vollzogen. Kriegsbedingt war die Strecke vom 6. April 1940 bis 17. Dezember 1945 für den Personenverkehr geschlossen. Die Streckenschließungen sind der nachfolgenden Tabelle zu entnehmen:
Reiseverkehr
- 15. Mai 1938: Sommières–Les Mazes-le-Crès
- 6. Juni 1940: Mas-des-Gardies–Quissac
- 9. März 1969: Mas-des-Gardies–Sommières
- 18. Januar 1970: Sommières–Les Mazes-le-Crès

Güterverkehr
- 18. Januar 1970: Sommières–Saint-Christol
- 5. Juli 1971: Saint-Christol–Castries
- 27. Mai 1977: Castries–Vendargues
- 1. Oktober 1989: Mas-des-Gardies–Sommières
- 2000er Jahre: Vendargues–Les Mazes-le-Crès

Mit der 15,6 km langen Entwidmung zwischen Sommières und Castries begann der Rückzug der Bahn aus dem Hinterland. Es folgten die oben genannten 34,4 km zwischen Lézan und Sommières sowie 2015 und 2016 weitere 4,6 km zwischen Ribaute-les-Tavernes und Lézan. An beiden Streckenende existieren noch kurze, 2,6 bzw. 3,5 km lange Gleisstummel.
In einer Studie der Gemeinde Ribaute-les-Tavernes von Mai 2019 wird beklagt, dass 92 % der Haushalte ein Auto benutzen, um zur Arbeit zu gelangen, während Öffentlicher Verkehr gar nicht genutzt werden kann, weil die Eisenbahn 1969 den Betrieb eingestellt hat. Zudem würde der Großteil der Wege innerhalb der Gemeinde mit dem Privatwagen zurückgelegt.